# Арасадзых (Гагрский район)
Арасадзы́х (абх. Арасаӡыхь, груз. არასაძიხი) — село в Абхазии, в Гагрском районе частично признанной Республики Абхазия, согласно административному делению Грузии — в Гагрском муниципалитете Абхазской Автономной Республики. Высота над уровнем моря составляет 190 метров.

## Население
По данным переписи 1959 года в селе Арасадзых проживало 314 человек, большинство которых составляли абхазы и армяне. К 1989 году в селе Арасадзых проживало 190 человек, также преобладали в основном армяне и абхазы[страница не указана 36 дней].